# Garoor (B), Gulbarga
Garoor (B) là một làng thuộc tehsil Gulbarga, huyện Gulbarga, bang Karnataka, Ấn Độ.